# Gerrit Wegkamp
Gerrit Wegkamp (Ochtrup, 13 april 1993) is een Duits voetballer die doorgaans speelt als spits. In juli 2024 verruilde hij Preußen Münster voor MSV Duisburg.

## Clubcarrière
Wegkamp doorliep de jeugdopleiding bij SV Suddendorf-Samern en SV Bad Bentheim, voordat hij bij VfL Osnabrück ging spelen. Na één jaar bij de junioren ging de aanvaller al spelen bij het eerste elftal. Op 23 juli 2007 mocht Wegkamp van coach Uwe Fuchs zijn debuut maken. Tijdens de met 0–1 gewonnen uitwedstrijd bij SV Darmstadt 98 begon hij in de basis en was Daniel Latkowski in de tweede helft zijn vervanger. Na één seizoen bij Osnabrück, waarin hij vier keer scoorde, vertrok hij naar Fortuna Düsseldorf, waar hij vaker in het belofteteam speelde dan in het eerste elftal. In het seizoen 2012/13 kwam hij viermaal in actie voor het hoogste seniorenteam.
In juni 2014 vertrok Wegkamp om zijn carrière voort te zetten bij Bayern München II. Bij de reserves van Bayern kwam de spits tot vijftien doelpunten in het seizoen 2014/15. Aan het einde van de hierop volgende zomerse transfermarkt verliet hij de club, waarna hij verkaste naar VfR Aalen. Wegkamp zette zijn handtekening onder een tweejarige verbintenis. Dit contract werd na twee jaar verlengd met nog twee extra seizoenen.
Medio 2018 maakte de aanvaller de overstap naar Sportfreunde Lotte, waar hij voor twee jaar tekende. Van deze twee jaar zat hij er eentje uit, voor hij transfervrij mocht vertrekken naar FSV Zwickau. Wegkamp maakte in januari 2021 de overstap naar Preußen Münster. Na zijn derde seizoen promoveerde hij met Preußen Münster naar de 3. Liga. Hier speelde hij nog een jaar, waarna MSV Duisburg opnieuw zijn werkgever werd. In de zomer van 2025 werd Wegkamp op huurbasis aangetrokken door Schalke 04 om in het belofteteam te gaan spelen.